# Command & Conquer Remastered Collection
Command & Conquer Remastered Collection est un remake des deux premiers titres de la série de jeux vidéo de stratégie en temps réel Command & Conquer avec des graphismes refaits et des améliorations sonores, et des bonus. Il a été développé par Petroglyph Games avec Lemon Sky Studios et édité par Electronic Arts. Il est sorti le 5 juin 2020 sur Origin et Steam. Une édition physique destinée aux collectionneurs sera publiée par Limited Run Games.
La compilation comprend des remakes des deux premiers jeux de l'univers Command & Conquer initialement développés par Westwood Studios, Command & Conquer (1995) et Red Alert (1996), ainsi que leurs packs d'extension et leur contenu exclusif sur console. Il propose des graphismes 4k, de la musique refaite, des séquences  cinématiques en full motion video, une interface utilisateur améliorée, des fonctionnalités en ligne modernes et une galerie dé-verrouillable et un "making of".
Le code source sur Command & Conquer et Red Alert (à l'exception de l'art et du son) a été publié le 2 juin 2020 et la collection Remastered a un support de modding intégré.

## Synopsis
Command & Conquer Remastered Collection contient la même intrigue que Command and Conquer : Conflit du Tibérium et Command & Conquer : Alerte Rouge, avec des changements visuels et des séquences vidéo cinématiques en plein écran à grande échelle.

## Développement
Lors d'EA Play 2018, Electronic Arts a présenté Command & Conquer: Rivals, et a ensuite reçu des commentaires indiquant que les joueurs souhaiteraient une autre version PC de la franchise Command & Conquer. Ils ont contacté Petroglyph Games, qui a été fondée par d'anciens programmeurs de Westwood Studios (développeurs du jeu vidéo original Command & Conquer ), qui ont déclaré qu'ils saluaient la collaboration. L'ensemble du processus de développement a été marqué par une étroite collaboration entre les studios chargés du développement du jeu et la communauté entourant la franchise,. Au début, l'équipe n'était pas sûre de créer un remake ou un remaster du jeu d'origine, mais en raison de la popularité des remasters tels que Age of Empires: Definitive Edition, ils ont décidé de suivre le même chemin. Petroglyph a choisi d'utiliser le même moteur de jeu du jeu de 1995 pour conserver la familiarité autant que possible, avec des ajustements mineurs et des corrections de bug si nécessaire. L' une de ces améliorations était un port de Red Alert de l'intelligence artificielle de au jeu original, en raison des similitudes dans la base de code. Les graphismes et les animations ont été mis à jour par le malaisien Lemon Sky Studios. Au cours du développement, Petroglyph Studios a fréquemment communiqué avec la communauté pour obtenir des feedbacks sur l'art et la direction de la production, et même recruté certaines des plus grandes figures de la communauté (y compris des moddeurs, des joueurs de compétitions, des shoutcasters, etc.) sur un serveur Discord privé pour un retour d'information continu. La box art du jeu a également été précédemment réalisé par un membre de la communauté, puis commandé par Petroglyph pour le jeu. Le composant multijoueur du jeu a été reconstruit de zéro. Des succès et un éditeur de niveau ont également été ajoutés. Le jeu a été lancé sur Steam et Origin le 5 juin 2020.

### Musique
Command & Conquer: Remastered Collection contient la musique originale des jeux, les remasters de ces derniers et de la musique qui a été coupée ou perdue pour les titres originaux, réalisée par Frank Klepacki. De plus, Klepacki, avec le groupe de fans The Tiberian Sons, a remixé et interprété 22 autres morceaux spécifiquement pour le remaster, en fonction de leur performance au MAGFest 2019, avec des morceaux des deux premiers jeux, ainsi que quelques morceaux de jeux ultérieurs (Renegade, Soleil de Tiberium, Alerte rouge 2, l'extension La Revanche de Yuri et Alerte rouge 3).

## Accueil
Command & Conquer Remastered Collection a reçu des critiques "généralement favorables", selon l'agrégateur de critiques Metacritic qui lui attribue un score de 82/100 à partir de 62 critiques.